# Копрец
Село Копрец се налази у општини Трговиште у Бугарској. Према подацима од 21.07.2005. године има 305 становника, који су махом етнички Турци.